# Gastronomía de las Trece Colonias
Las gastronomía de las Trece Colonias incluye los alimentos, hábitos alimenticios y métodos de preparación de las Trece colonias británicas en Norteamérica antes de la Guerra de independencia estadounidense. Procede de las tradiciones familiares que los colonos trajeron de las islas británicas y, principalmente, de Inglaterra. Muchos productos agrícolas llegaron gracias al comercio con Inglaterra y las Antillas. Ciertos productos familiares se daban mejor que otros en el Viejo Mundo, y esto condujo a una dependencia de las importaciones para la vida cotidiana de los colonos. Sin embargo, la dieta colonial fue suplida paulatinamente por los nuevos animales y productos indígenas del Nuevo Mundo.
En los años posteriores a 1776, un número de acontecimientos condujo a un cambio drástico en la dieta de los colonos americanos. Conforme aumentaba la dependencia de las importaciones británicas y antillanas, las prácticas agrícolas de los colonos se enfocaron en hacerse autosuficientes.

## Cocinas regionales
La mayoría de inmigrantes que llegó a Norteamérica en los siglos XVII y XVIII vino de varias partes de Gran Bretaña en cuatro olas. Estas cuatro oleadas de migración establecieron la forma en que se organizó la cultura regional, lo cual influyó la vida en los Estados Unidos hasta la actualidad. Cada una de las migraciones se instaló en regiones diferentes y estaban dominadas por culturas regionales de las islas británicas que se trasplantaron a través del Atlántico. Se constituyó un vínculo relacionado con la religión y la lengua, y con ellas las migraciones británicas trajeron consigo hábitos de alimentación que fundaron las principales bases de las cocinas regionales de la América de habla inglesa.

### Nueva Inglaterra
Nueva Inglaterra fue la primera región en experimentar la colonización a gran escala en el temprano siglo XVII, a principios de 1620, y fue dominado por los calvinistas de Anglia Oriental, más conocidos como puritanos. El fundamentalismo religioso de los puritanos creó una cocina austera, que desdeñaba los banquetes y se basaba en un aspecto simple. Comer era visto solo como una actividad práctica, y las únicas ocasiones en que los migrantes consumían grandes cantidades de alimentos y bebidas era en los funerales; en ocasiones, incluso los niños podían beber grandes cantidades de alcohol. La edad era uno de los signos más importantes de autoridad y determinó las prácticas alimenticias; aunque la sociedad de los puritanos era menos estratificada, en particular comparada con las colonias del sur, los jefes de familia y sus esposas a menudo comían separados de los niños y de los criados. Aunque Nueva Inglaterra tenía una gran abundancia de alimentos terrestres y marinos, se prefería la tradición de Anglia Oriental, incluso cuando se tenía que hacer con ingredientes del Nuevo Mundo. Frijoles horneados y puré de guisantes eran la comida de todos los días, en particular durante el invierno, y por lo general se comía con un grueso pan negro. Al principio fue hecho con una mezcla de harina de trigo y de maíz, pero después, tras una plaga que golpeó las cosechas de trigo en la década de 1660, fue hecho de centeno y maíz, creando lo que más tarde fue conocido como "rye 'n' injun". Las verduras con carne cocida fueron un plato popular, y, a diferencia de la mayoría de las regiones en las colonias norteamericanas, estos alimentos eran cocinados juntos, mucho más que separados, sin condimentos. El horneado, en particular, era preferido por los habitantes de Nueva Inglaterra, y fue el origen de platos que se consideran hoy en día como fundamentalmente norteamericanos, como la tarta de manzana y el pavo de Acción de Gracias.

### Virginia
A mediados del siglo XVII una segunda oleada de inmigrantes ingleses comenzó a llegar a Norteamérica, instalándose principalmente alrededor de la bahía de Chesapeake en Virginia y Maryland, aunque los colonos ingleses ya habían vivido en Virginia, a lo largo del río James, desde 1607. Virginia fue dominada por nobles ingleses (muchos eran cavaliers que escaparon después de la Revolución inglesa entre 1642 y 1651), con sus sirvientes y campesinos pobres del sur de Inglaterra.
La sociedad noble generó una base sumamente estratificada, y esto se vio reflejado en el tipo de alimentos y en los hábitos de consumo. Los aristócratas, que serán el origen de las primeras familias de alto rango de Virginia, fueron muy aficionados a la caza y a la carne poco cocida. El roast beef fue uno de los favoritos; incluso cuando las ostras y el ganso estuvieron a disposición de los colonos, las familias nobles se podían quejar de no haber carne en el menú. Virginia era el único lugar en Norteamérica donde la haute cuisine de cualquier clase fue practicada antes del siglo XX. Colonos en Virginia, como William Byrd (1652–1704) se complacían con platos extravagantes como el cisne guisado o el faisán asado. Las cenas eran acontecimientos sociales importantes, y el arte de la conversación durante la cena fue considerado una habilidad importante en las casas de los nobles.
Agricultores blancos pobres y esclavos negros comían una dieta mucho más humilde, y no tuvieron problema en incorporar alimentos y condimentos americanos y africanos. La alimentación de los blancos pobres en el siglo XVII era similar al soul food del siglo XX. En general, tanto habitantes ricos como pobres del sur, comían sus alimentos más condimentados que en otras regiones de las colonias, y los banquetes para celebrar eran una parte importante de la vida de todas las clases sociales.
La cocina en el sur de Inglaterra era famosa por tener una tendencia hacia freír, cocer a fuego lento y asar sus alimentos, y esto también se hizo presente en la cocina de Virginia. Mientras en las casas de las familias ricas acostumbraban variar muchos los métodos de cocción, las casas de los pobres se limitaban a cocer o freír sus alimentos. La única forma de cocina que tardó en desarrollarse fue el uso del horno. Los platos típicos entre las clases nobles consistían en varios tipos de fricasés de varias carnes con hierbas, y en ocasiones con una gran cantidad de clarete. El alimento común entre las clases bajas eran porridge de maíz, mush, y hominy con plantas de hojas comestibles y carnes en salazón; más tarde el tradicional pollo frito y los menudillos de cerdo sureño.

### Valle del Delaware y la región de Mid-Atlantic
Los Cuáqueros emigraron al Nuevo Mundo provenientes del norte de las Midlands durante el siglo XVII, y eventualmente se asentaron, principalmente, en el valle del Delaware. Trajeron consigo una forma de vida similar a la de los puritanos, aunque se diferenciaban por una práctica religiosa más igualitaria. Su alimentación era simple y sencilla. El consumo excesivo era criticado y su desobediencia era castigada con el escarnio público. William Penn, fundador de Pennsylvania y una importante figura del desarrollo de los cuáqueros, animaba a sus seguidores con consejos como: "Si te levantas con apetito seguro que nunca te sentarás sin él". Al igual que “los puritanos”, “los cuáqueros” encontraron gran abundancia de alimentos en el Nuevo Mundo: bosques ricos que se prestaban para la caza y la recolección, arroyos que hormigueaban por la gran cantidad de peces, y multitudes de pájaros que a veces bloqueaban el sol durante varias horas. De todos modos, perseveró el ascetismo. Muchos cuáqueros evitaron comer mantequilla como una forma de automortificación, y los seguidores más excéntricos se privaron del té y la carne. El idealismo y pacifismo de los cuáqueros los llevó a boicotear la entrada de ciertos productos en sus comunidades, ya que los consideraban corrompidos por el pecado. Incluían a la mantequilla, debido al papel que tuvo en los impuestos de guerra, y al café, porque era producido por el trabajo de los esclavos. Las comidas habituales eran más equitativas que las de “los puritanos” o los colonos de Virginia. Todos los habitantes de cada casa cenaban en la misma mesa, incluyendo a niños y criados.
El método de cocina más típico de los cuáqueros era simplemente hervir los alimentos, un método heredado del norte de Inglaterra. El desayuno y la cena hervidos eran la dieta más común, así como los "pop-robbins", bolas de harina y huevo hervidas en leche. Los dumplings y los puddings eran tan comunes en las casas de los cuáqueros que los forasteros comúnmente los llamaban "comida cuáquera". Los viajeros veían los dumplings de manzana como un plato casi diario en el valle del Delaware y los libros de cocina se especializaron en estos alimentos. Para prolongar y conservar la comida se hervía o cocía a fuego lento. Un género popular de alimentos hechos a partir de este método fueron llamados "queso" (o “mantequilla"), un término genérico para alimentos que se preparaban por medio del hervido lento o el prensado. Se hacían con alimentos variados, como manzanas (por ejemplo: apple butter), ciruelas y nueces. El queso crema tuvo sus orígenes en la cocina cuáquera, pero en la época de la colonia no era queso verdadero hecho a partir del cuajo o cuajada, sino que se hacía a partir de nata que se calentaba a fuego lento y luego se vertía hasta que obtuviera un estado semisólido. La ternera seca fue muy popular en el valle del Delaware, y se comía con puddings y dumplings para añadir sabor. El consumo de ternera seca era tan frecuente que en el siglo XVIII a menudo la llamaban “la salsa del cuáquero”. Aunque la influencia entre los cuáqueros procedía principalmente de las tierras medias del norte de Inglaterra, también existía cierta influencia de los inmigrantes alemanes durante el siglo XVIII. El scrapple, un budín hecho de restos de carne y granos, se volvió imprescindible de la cocina regional por muchas generaciones.

### Backcountry
La última oleada de inmigrantes británicos a las colonias tuvo lugar en 1720-1775. Aproximadamente 250.000 personas viajaron a través de Atlántico en búsqueda de una mejor calidad de vida, escapando de la miseria y las hambrunas. La mayor parte vinieron de las zonas fronterizas del norte de Gran Bretaña y tenían ascendencia escocesa o escocesa-irlandesa. Muchos eran pobres y por lo tanto acostumbrados a una vida difícil, por lo que se diferenciaban del resto, principalmente británicos. Se instalaron en un territorio conocido como "Backcountry", a lo largo de las tierras altas que se extendían desde el norte hasta el sur.
Un desayuno típico de estos migrantes era pan tostado, queso y sobras de la cena anterior; en verano, agregaban leche fresca.
Los colonos del Backcountry se mantenían mediante una dieta basada en una papilla hecha de leche agria o de granos hervidos. El clabber, un alimento parecido a un yogur hecho con leche agria, era el desayuno estándar y lo comían colonos de todas las edades durante todo el año. Sus hábitos alimenticios no eran compartidos por ninguno de los otros grupos de colonos, incluso era despreciado por los habitantes de Gran Bretaña. El misionero Charles Woodmason, quien pasó mucho tiempo con migrantes irlandeses procedentes de Úlster describía su forma de alimentarse como totalmente "dependiente de la mantequilla, leche, clabber y lo que en Inglaterra se le da a los cerdos". El oatmeal era una comida popular en las zonas fronterizas británicas y permaneció popular en América. La única diferencia era que la avena fue sustituida por maíz; hoy en día es conocida como sémola de maíz. Los panqueques sin levadura eran comunes y se les conocía con nombres como “clapbread”, “griddle cakes” o “pancakes”. El consumo de la patata, proveniente de Sudamérica, no se extendió sino hasta el siglo XVIII, y se convirtió en un alimento básico junto con el maíz. El consumo de carne de cerdo, al principio, no fue bien visto por los colonos, por ello se consumía principalmente carne de oveja. Sin embargo, en las colonias no fue fácil la crianza de ovejas, y el cordero fue poco a poco reemplazado por el consumo de cerdo. El hábito de comer verduras permaneció popular, pero los alimentos del Viejo Mundo fueron sustituidos por calabacines, calabazas, frijoles, maíz, berro y hierbas silvestres. El método de preparación más común era hervir los alimentos. Además del clabber, las papillas de avena y los purés, los platos típicos eran guisados, sopas y pot pies.
Comían con tenedores de madera o peltre de dos picos, cucharas largas y cuchillos de caza. Las vajillas no fueron populares ya que eran muy frágiles y se rompían rápidamente. A diferencia de los cuáqueros y puritanos, los banquetes abundantes nunca fueron mal vistos y se hacían lo más posible. Generalmente, la cocina Backcountry no compartía la austeridad religiosa del norte ni el refinamiento del sur, y por lo tanto fue rechazada por sus vecinos. La falta de cuidado en la preparación de los alimentos era la causa de las principales críticas. Woodmason calificó a la cocina del Backcountry como: "extremadamente sucia y execrable". Otros decían que las mujeres lavaban sus pies en las ollas, que se consideraba desafortunado lavar las lecheras y que un signo de calidad en la mantequilla era si contenía cabello humano. Estas críticas parecen ser confirmadas por un viejo refrán que se atribuye a las amas de casa de los Apalaches: "El mair [maíz] sucio menos lastima". Otra crítica a la falta de buen gusto y rusticidad por parte de los colonos del Backcountry se debía a su desprecio del café y del té, que describían solo como “agua estancada” destinada a los enfermos o a los discapacitados laborales.

## La dieta antes de la guerra de Independencia
Cuando los colonos llegaron a América, hicieron plantaciones como las del Viejo Mundo, y criaron animales domésticos por la carne, el cuero, y la lana, de la misma forma como lo habían hecho en Gran Bretaña. Los colonos afrontaron dificultades debido al clima y otros factores externos, pero el comercio con Gran Bretaña, Europa continental, y las Antillas permitieron a los colonos americanos crear una cocina similar a la británica. Plantas y animales locales ofrecían alternativas interesantes a la dieta de Viejo Mundo, pero los colonos conservaron sus tradiciones y usaron estos productos de la misma forma en que lo hacían en el Viejo Mundo (o los ignoraban si existían alimentos más familiares). La dieta de las colonias americanas variaba dependiendo de la región, pero con patrones de cocina local establecidos a mediados del siglo XVIII.
La preferencia por los métodos de cocina británicos resulta evidente con la traída de libros de cocina al Nuevo Mundo. Existía un desdén general por la cocina francesa, aún entre los hugonotes (franceses protestantes de Carolina del Sur) y la parte francesa de Canadá. Un libro de cocina común en las colonias, The Art of Cookery Made Plain and Easy, de Hannah Glasse, mantenía el rechazo por la cocina francesa, declarando "la locura ciega de esta época que prefiere ser impuesta por un bobo francés antes que animar a un buen cocinero inglés!" Añade recetas francesas al texto, pero habla de forma despectiva sobre los platos: "...hace pensar en un extraño revoltijo de basura." La Guerra franco-india (1754–1764) potenció el sentimiento antifrancés. El conflicto reforzó la desconfianza histórica entre ingleses y franceses, y llevó a deportar a la gente de habla francesa, como en la migración forzada de los acadianos a Louisiana. Los franceses acadianos aportaron una gran influencia de su cocina en Louisiana, pero tuvo poca trascendencia fuera de esa región.

### Colonias del Norte
Una característica sorprendente de la dieta en Nueva Inglaterra era la disponibilidad estacional de los alimentos. Mientras la agricultura en las colonias del sur era posible durante la mayor parte del año, los periodos de cultivo en el norte eran más restringidos, lo cual limitó el consumo de frutas y verduras frescas. Sin embargo, la cercanía a la costa los proveyó de una dieta rica en pescado durante todo el año, especialmente al norte. El trigo, principal grano para la elaboración del pan inglés, era casi imposible de cosechar en el norte, y la importación de grano resultaba muy costosa. Un sustituto fue el maíz. El johnnycake fue considerado la versión pobre del pan tradicional, pero fue aceptado tanto en las colonias del norte como en las del sur.

### Proteínas animales
La caza fue una habilidad que benefició a los colonos en el Nuevo Mundo. La mayoría de los colonos del norte dependió de su práctica, pues permitía el consumo para sí mismos o el comercio. Como forma de obtener proteínas, la caza fue preferida sobre la crianza de animales, ya que eran caros y requería mucho trabajo y esfuerzo protegerlos de otros depredadores naturales, de los nativos o de los franceses. Las piezas de caza más frecuentes eran el oso negro, el bisonte norteamericano y el pavo silvestre. Las partes más grandes de los animales eran asadas con condimentos y salsas, mientras el resto se aprovechaba en sopas, guisados, salchichas, pasteles de carne y empanadas.
La caza del ciervo fue la más popular. La mayoría de su carne a menudo era secada o almacenada, incluso las tripas (callos) eran apreciadas. La carne de ciervo era muy popular durante el Día de Acción de Gracias. El bisonte también fue un alimento importante hasta la década de 1770, cuando fueron extinguidos en el este. El oso era numeroso en las colonias del norte, sobre todo en Nueva York, y muchos pensaban que la carne de las patas era deliciosa. La carne de oso con frecuencia era secada como un método de conservación para todo el año.
Además de la caza, el cordero era criado de vez en cuando. El cuidado de la oveja proporcionaba lana, hasta que el animal llegaba a una edad en la que dejaba de proveer el producto; entonces se consumía como el cordero. La oveja fue introducida por primera vez en Norteamérica por los españoles en Florida. En el norte, holandeses e ingleses introdujeron diversas especies. La crianza informal permitía a las ovejas andar libres y consumir una gran variedad de forrajes. Esa dieta generaba una carne potente, de sabor fuerte y consistencia dura, por lo que era necesario cocinarla lentamente para ablandarla.
Las grasas y aceites que se obtenían de los animales se utilizaban para cocinar gran variedad de alimentos. La manteca de cerdo, principalmente el tocino, era muy popular. La manteca de cerdo fue usada más a menudo en las colonias del sur que en las del norte, ya que los españoles lo introdujeron mucho antes. Además, era común que en muchas casas se tuviera un saco de piel de venado con grasa de oso, ya que al solidificarse se parecía a la de cerdo que tenía numerosos usos culinarios y medicinales. Los colonos disfrutaban de la mantequilla en su cocina, pero era muy rara antes de la Guerra de Independencia, como el ganado, que tampoco era abundante.
Los colonos que vivían en las costas de Nueva Inglaterra acostumbraban una dieta rica en productos del mar. Los colonos comieron gran cantidad de tortugas, incluso las exportaban a Europa. El bacalao se consumía tanto fresco como salado, que se almacenaba por largo tiempo. Las langostas abundaban y eran comunes en la dieta de los colonos en Nueva Inglaterra. Sin embargo, algunos se quejaban del consumo frecuente de langosta y bacalao, entonces los utilizaban como alimento para los cerdos. No obstante, el bacalao de mayor calidad por lo general era secado y salado, y se exportaba al Mediterráneo a cambio de frutas que no había en las colonias americanas.

#### Frutas y vegetales
Algunas verduras fueron cultivadas en las colonias del norte, entre ellas nabos, cebollas, col, zanahorias, chirivías, algunas semillas y legumbres, que se almacenaban durante los meses fríos. Otras verduras, como pepinos, se salaban o conservaban en escabeche. El éxito agrícola en las colonias del norte provino del seguimiento de las estaciones, se consumían los alimentos frescos sólo durante los meses de verano. Además de verduras, se cultivaba un gran número de frutas. Las frutas que no se consumían se conservaban como mermelada, fruta escarchada, frutos deshidratados, o se cocinaban como tartas que podían congelarse durante los meses de invierno. Algunas hortalizas nativas del Nuevo Mundo, como frijoles, calabazas y maíz,  fueron fácilmente adoptadas a la dieta de los colonos. Las calabazas y calabacines se dieron bien en las colonias del norte y era común utilizarlas como alimento para animales, además del consumo humano.

#### Alcohol
La sidra de manzana fue la bebida alcohólica más común para los colonos. Esto se debía a que las manzanas podían cultivarse en todas las regiones, a diferencia de las uvas y los granos que no se daban en Nueva Inglaterra. Además, la sidra era más fácil de producir que la cerveza o el vino, de ahí que los agricultores la produjeran para su propio consumo. Debido a que no se importaba, era mucho más económica que otras bebidas. Los manzanos fueron cultivados tanto en Virginia como en Massachusetts desde 1629. La mayoría no fueron injertados, y producían manzanas demasiado ácidas o amargas para su consumo; así es que la producción era expresamente para fabricar sidra. En ocasiones también se hacía un destilado en frío para crear aguardiente de manzana que por el tipo de destilado fue llamado "jacking"; el clima frío del noreste en invierno facilitó el proceso. La bebida fue muy popular en Nueva Jersey, donde en ocasiones la llamaban "Jersey Lightning" y se llegaba a utilizar como pago para los constructores de caminos.
Antes de la Guerra de independencia, los colonos de Nueva Inglaterra consumían grandes cantidades de ron y cerveza gracias al comercio marítimo, que hacía fácil el ingreso de estos productos. El ron se destilaba con melaza, el ingrediente principal, que estaba disponible en las Indias Occidentales. En el interior del continente, los colonos bebían whisky, pues tenían acceso a maíz y centeno, pero no tenían el acceso al azúcar de caña. Sin embargo, hasta la Guerra de independencia, muchos colonos pensaban que el whisky no era una bebida apta para el consumo humano, creyendo que hacía que los pobres fueran escandalosos y desordenados.
La cerveza era muy importante para los colonos norteamericanos, por ello cuidaban meticulosamente la producción de cebada para así asegurar una buena calidad. En la correspondencia de John Adams con su esposa Abigail, él pregunta sobre la calidad de las cosechas de cebada para asegurar el suministro adecuado y así producir suficiente cerveza para él y sus amigos. Sin embargo, el lúpulo, esencial en la producción, no creció bien en las colonias. Por ello tuvo que ser importado de Inglaterra y otros lugares. Además de estos productos que se producían América, los comerciantes importaban vino y brandy. La cerveza no sólo fue consumida por su sabor y contenido de alcohol, sino porque era más seguro que beber agua, ya que era común que contuviera microorganismos que causaban enfermedades. Incluso los niños bebían una cerveza con bajo contenido de alcohol.

### Colonias del Sur
A diferencia del norte, el sur no tuvo una única cultura base o una cocina tradicional. Por ello, las colonias del sur tuvieron una mayor variedad de productos alimenticios. Los esclavos y los europeos pobres compartieron una dieta similar, basada en muchas de las cosechas indígenas del Nuevo Mundo. A menudo cazaban y comían ardillas, zarigüeyas, conejos y otros animales del bosque. La carne de cerdo salada o ahumada a menudo complementaba la dieta de verduras. Los acomodados de la "Rice Coast" comían grandes cantidades de arroz, mientras que los pobres y los esclavos consumían harinas de maíz, en panes y purés. El trigo no era una opción en las colonias del sur para la mayoría de los residentes más pobres.
En el siglo XVIII, en la región de Chesapeake todavía se preparaba sidra casera como bebida común. En las casas de la mayoría de los pequeños plantadores, las mujeres eran responsables de la producción y la hacían a partir de los productos locales. Este tipo de producción era por temporadas, ya que solo los grandes plantadores tenían fondos y tecnología para producirla todo el año.
Las colonias del sur culturalmente pueden ser divididas entre las tierras altas y las tierras bajas, y esta distinción se observa en la dieta y la preparación de los alimentos. La dieta de las tierras altas a menudo incluía la col, ejotes, patatas, etc mientras que los blancos adinerados de las tierras altas se alimentaban de productos provenientes de Europa, evitando los de origen africano, porque se asociaban y reflejaban la inferioridad social de los esclavos negros. Los que tenían acceso al trigo frecuentemente desayunaban galletas, junto con saludables porciones de cerdo. La carne salada de cerdo era fundamental en su dieta, ya que se usaba tanto para dar sabor a otros alimentos como en su consumo directo.
En las tierras bajas costeras, en particular Charleston y Nueva Orleans, aunque también en la mayor parte de las aldeas acadianas francesas de Louisiana y sus alrededores, la dieta estaba fuertemente influida por africanos y caribeños, así como franceses. El arroz era muy importante. Además, a diferencia de las tierras altas, el consumo de proteínas vino sobre todo de productos del mar. Se utilizaban muchos ajíes y pimientos, al igual que hoy en día. Aunque los ingleses rechazaron mucho la cocina francesa y algunos de los productos nativos, los franceses no tuvieron ningún problema con los productos locales. De hecho, apreciaban mucho tanto los platillos como los ingredientes nativos.

## Cambios en el consumo debidos al boicot
Los colonos dependían de su "madre" Inglaterra para la importación de alimentos y productos básicos. Luego que el Parlamento británico decidió aumentar los impuestos y aranceles a los productos que utilizaban los colonos norteamericanos, estos se vieron en un problema de querer seguir con el consumo al que estaban acostumbrados. Por consiguiente, cierto número de colonos inició un boicot en el que se sustituían productos importados por nativos. En un inicio el boicot no fue general, ya que no podía obligarse a los colonos a cumplirlo, y no era muy atractivo para las distintas regiones. No obstante, el apoyo aumento y estableció las bases de la Guerra de independencia.
Inglaterra se basó en una serie de leyes que afectaron a los colonos, lo que llevó a un cambio en las operaciones y compras, incluidos sus hábitos alimenticios. Los cambios se iniciaron con la melaza al promulgarse una ley en 1733, seguido de otra sobre el azúcar en 1760, por lo que se vio afectado el consumo de alcohol. Esto fue, más que un impuesto especial para la producción de melaza, un ataque directo al principal ingrediente en la producción de ron. El whisky se volvió una opción para muchos colonos que despreciaban las medidas inglesas. En las colonias del norte, el whisky se hizo con centeno, mientras que las colonias del sur lo hicieron con maíz. El hecho con centeno fue visto como más civilizado, mientras que el hecho con maíz se presentó como una versión que potenció el patriotismo, al ser un cultivo nativo americano.
La producción de whisky no imperó durante los primeros años de las colonias. La clase alta menospreciaba la versión americana de la bebida, y no fue sino hasta la Guerra de independencia que cambió tal postura. Algunos lo veían como un principio de libertad. Independiente al sentimiento, escoceses, irlandeses y alemanes trajeron consigo bebidas alcohólicas desde su llegada en la década de 1730, y siguieron produciéndolas en alambiques importados, o en otros que se basaban en el diseño del Viejo mundo, en oposición al control económico inglés.
La ley de ingresos de  1764 presentó un nuevo impuesto para otras bebidas, lo que provocó otro boicot, esta vez en contra del vino. Esto promovió el consumo de otro producto nativo, la uva Vitis labrusca. En 1765, Benjamin Franklin decidió usar el Poor Richard's Almanack para promover la producción de uvas americanas y alentar la creación de vinos domésticos. Uno de los amigos de Franklin, Benjamin Gale, declaró en una de sus reuniones: "Debemos beber vino de nuestra propia fabricación o ninguno en absoluto"; este sentimiento imperó desde 1764 hasta la Guerra de independencia. Tal actitud potenció el consumo sólo de bebidas de producción local, como vino y cerveza, en vez de otras que principalmente se importaban.
La ley de alojamiento de 1765, probablemente más que cualquier otra, disminuyó el poder adquisitivo de los colonos, y con ello su posibilidad de adquirir productos importados. La ley del timbre de 1765, generó un boicot sobre las importaciones de muchos comerciantes, que se potenció con el conjunto de leyes, llamadas Townshend, en 1767. Sin embargo, los boicots fueron efímeros, principalmente por la codicia de algunos colonos radicales que pretendían hacerse del control de los productos importados. Tras la abolición de las leyes Townshend, los colonos regresaron a las tiendas a comprar productos innecesarios.
La implementación de la ley del té de 1773 se volvió un detonante del descontento de los colonos, con el ejemplo representativo en el puerto de Boston, el Motín del té de Boston, una reacción extrema ante la imposición de la ley. Esto llevó a un cambió mucho más significativo en el consumo de bebidas. En 1773, John Adams escribió una carta a su esposa, en la que decía: "El té debe ser universalmente abandonado, y yo debo desacostumbrarme, y cuanto antes mejor."  Con esto comenzó el cambio americano del té al café. En un boicot concentrado, las amas de casa de Falmouth, Massachusetts en un acto público, juraron sólo servir café en sus casas. Esto se extendió a otras regiones, tanto en el norte como en el sur.

## Efectos de la Guerra de independencia
En 1775, el Congreso Continental decretó que no habría más importaciones a las colonias americanas, y que tampoco habría exportaciones de América a Inglaterra. Algunos historiadores declaran que esto tuvo un efecto profundo en la agricultura de América, mientras otros que no hubo ningún efecto porque el mercado interno ya era lo suficientemente fuerte para mantener a los agricultores de las colonias. La controversia está en el hecho de que la economía en las colonias americanas no era muy diversa, no existía una forma de moneda estándar y los registros no eran consistentes.
La declaración de la Guerra de independencia, con George Washington como su líder militar, potenció los cambios en los hábitos alimenticios de las colonias. El café ya era la bebida habitual de los colonos, y el gusto por el gusto aumento entre los productores. De hecho, en 1774, se cultivó en Kentucky el primer grano de maíz expresamente para la producción de whisky americano, Bourbon whiskey. Esto pudo haber establecido la naturaleza de la bebida americana por excelencia, de la misma forma en que se encaminaba el país a la guerra con Inglaterra. Además del fervor por el whisky, comenzó un cambio significativo en relación con el consumo de la sidra sobre la cerveza. Los colonos prefirieron cultivar menos cebada, ya que era mucho más fácil fermentar la sidra, además de la escasez de lúpulo tras el decreto sobre las importaciones.
Debido a que las colonias americanas fueron a la guerra, se necesitó una gran cantidad de soldados y suministros. Los soldados necesitaron uniformes y, como todo el embarque había cesado, la lana se volvió un recurso vital. Durante la Guerra de independencia el consumo de cordero cesó casi completamente en muchas áreas, y en Virginia se volvió ilegal consumirlo, excepto en situaciones extremas.
La caza empezó a escasear al este del Mississippi lo cual tuvo dos explicaciones: se había abusado de la caza, o esta se había desplazado hacia el oeste tras el aumento de la población. Por suerte, inmigrantes irlandeses y escoceses habían importado ganado desde inicios del siglo XVIII. Por ende, cuando escaseó la caza y el cordero tenía un gravamen, el ganado ya estaba disponible para sustituir el consumo de proteínas. Esto benefició a los ganaderos, que habían comenzado de forma lenta su desarrollo durante la Guerra franco-india, pero con la Guerra de independencia lograron aumentar el tamaño de sus propiedades y cambiar la dieta de los aún colonos. Aunado a la producción ganadera, creció también el desarrollo de productos lácteos como la mantequilla. Esto contribuyó a la sustitución de la mantequilla sobre la manteca de cerdo, sobre todo en las colonias del norte.
La llegada de soldados ingleses en barco provocó batallas navales, que hicieron de la pesca una actividad peligrosa, y desapareció durante la mayor parte de la guerra; además de que muchos de los navíos de pesca fueron convertidos en buques de guerra. Antes de la guerra, era común escuchar sobre la gran abundancia de langostas y bacalao en las orillas de Nueva Inglaterra, pero esto cambió durante y después de la guerra, debido a los numerosos y enormes barcos que llegaron a sus costas. Una vez terminada la guerra y retomada la pesca de bacalao y langosta, se dieron cuenta de que la gran mayoría de estos animales había emigrado lejos de las orillas.
El rechazo histórico a la cocina francesa, al menos en parte, comenzó a cambiar tras la alianza que se hizo entre ambos países. En la primera publicación norteamericana del libro de Hannah Glasse: Art of Cookery Made Easy, desaparecieron los insultos hacia la comida francesa. Un gran número de bostonianos incluso intentó cocinarles a sus aliados franceses, a veces con resultados muy graciosos como cuando se encontraban una rana entera dentro de una sopa, y no solo sus ancas. La alianza generó una gran migración de cocineros franceses durante la Revolución francesa hacia las casas ricas de Nueva Inglaterra.
La dieta norteamericana cambió paulatinamente gracias a esta amistad, a los cambios forzados por el boicoteo y a las hostilidades con Inglaterra. Después de un tiempo, el comercio se reanudó con las Antillas, pero se limitó a productos básicos. Los artículos que permitieron sobrevivir a la guerra fueron negociados, cosechas como el arroz de las Carolinas se embarcaron por granos de café importados para elaborar la nueva bebida americana.